# Mobile Homes
Pour plus de détails, voir Fiche technique et Distribution.
Mobile Homes est un drame américano-canadien écrit et réalisé par Vladimir de Fontenay, sorti en 2017.

## Synopsis
Une jeune mère, Ali, son petit garçon de 8 ans, Bone, et son petit ami junkie, Evan, sillonnent les routes entre les États-Unis et le  Canada, passant de motel en motel ou logeant dans des maisons en kit sur roulettes. Cette famille de marginaux survit en vendant des coqs au combat ou encore de la came. Mais Bone est étouffé par cette vie nomade et précaire, fréquemment mis en danger par son beau-père dangereux. Ali, désormais célibataire, et son fils trouvent refuge en rencontrant Robert, un gérant de parc de mobile homes. Les deux se sociabilisent au sein d'une communauté vaguement hippie. Mais Evan les recherche...

## Fiche technique
- Titre original et français : Mobile Homes
- Réalisation et scénario : Vladimir de Fontenay
- Montage : Nicolas Chaudeurge, Maxime Pozzi-Garcia, Andonis Trattos
- Musique : Matthew Otto
- Photographie : Benoit Soler
- Production : Frédéric de Goldschmidt, Eric Dupont et Mike MacMillan
- Sociétés de production : Lithium Films, Incognito Pictures et Madeleine Films
- Sociétés de distribution : Nour Films (France)
- Pays d'origine :  Canada,  États-Unis
- Genre : drame
- Durée : 101 minutes
- Dates de sortie :
  -  France :
    - 21 mai 2017 (Festival de Cannes)
    - 4 avril 2018 (sortie nationale)

  -  Canada : 8 décembre 2017

## Distribution
- Imogen Poots : Ali
- Callum Turner : Evan
- Callum Keith Rennie : Robert
- Frank Oulton : Bone
- James Boles : Berto
- Andy Boorman : Pete
- Shane Daly : Mick
- Diane Gordon : Jackie
- Jai Jai Jones : Richard
- Lyric Justice : Jeff
- Karen LeBlanc : Sondra
- Thamela Mpumlwana : Miles
- Tony Ning : Jesse
- Pedro Salvin : Sean
- Rebecca Singh : Brenda
- Raven Stewart : Cassie